# ジャン＝フィリップ・ガシアン
ジャン＝フィリップ・ガシアン（Jean-Philippe Gatien、1968年10月16日 - ）は、フランスの元卓球選手。

## 略歴
フランスのアレス出身。5歳で卓球を始めた。13歳でパリの国立体育・スポーツ研究センター（INSEP）に入り、17歳からフランス代表として国際大会に出場する。「音速のフットワーク」と呼ばれるほどの優れたフットワークを生かして常にボールの頂点前を捉えるという、独自の前陣ドライブ速攻スタイルを構築し頭角を現す。1992年には世界ランキング1位になり、バルセロナオリンピックでは男子シングルスで銀メダルを獲得。翌年の世界選手権イエテボリ大会の男子シングルスで優勝を果たした。その後もフランスのエースとして世界のトップで活躍を続ける。2000年のシドニーオリンピックでは、大会直前に父親を亡くすという不幸に見舞われたものの、見事に立ち直りダブルスで銅メダルを獲得。2004年のアテネオリンピックヨーロッパ予選を最後に引退した。

## プレースタイル
左利きで両面裏ソフト攻撃型。短いトスのサービスからの3球目攻撃を得意とする。フォアハンドを得意とし、苦手なバックハンドをカバーするほどのフットワークで他を圧倒する。このプレースタイルは、同じくフランス代表のクリストフ・ルグーに継承されていく。
また、ダブルスでも強く、シドニー五輪では、パトリック・シーラと組んで銅メダルを獲得した。これが評価に値する理由として、左利き同士のダブルスであることを挙げられる。ダブルスでは右利き同士、または左利きと右利きがペアを組むのが通常である（左利き同士だと、サービス後の動きがとりづらくなる）。しかしフランスナショナルチームで唯一の右利きであるダミアン・エロワはクリストフ・ルグーと組んだため、左利き同士で組まざるを得なかった。しかし、シーラとの仲はよく、コンビネーションはかなり良かった。

## 主な戦績
- 1988年
  - ヨーロッパ選手権パリ大会 男子団体準優勝
- 1990年
  - ヨーロッパ選手権イェーテボリ大会 男子シングルス ベスト4、混合ダブルス優勝
- 1991年
  - 男子ワールドカップ（クアラルンプール） 準優勝
- 1992年
  - バルセロナオリンピック 男子シングルス銀メダル
  - ヨーロッパ選手権シュトゥットガルト大会 混合ダブルス準優勝
- 1993年
  - 第42回世界選手権イェーテボリ大会 男子シングルス優勝
- 1994年
  - 男子ワールドカップ（台北） 優勝
  - ヨーロッパ選手権バーミンガム大会 男子団体優勝
- 1995年
  - 第43回世界選手権天津大会 男子ダブルス3位（ダミアン・エロワと）、男子団体3位
  - 男子ワールドカップ（ニーム） 4位
  - ヨーロッパトップ12 ベスト4
- 1996年
  - ヨーロッパ選手権ブラチスラヴァ大会 男子シングルス ベスト4、男子団体準優勝
  - ヨーロッパトップ12 ベスト4
- 1997年
  - 第44回世界選手権マンチェスター大会 男子ダブルス3位（ダミアン・エロワと）、男子団体準優勝
  - ヨーロッパトップ12 優勝
- 1998年
  - ヨーロッパ選手権アイントホーフェン大会 男子シングルス ベスト4、男子団体優勝
- 1999年
  - ITTFプロツアー・グランドファイナル（1999 シドニー） 男子ダブルス準優勝
  - ヨーロッパトップ12 ベスト4
- 2000年
  - シドニーオリンピック 男子ダブルス銅メダル（パトリック・シーラと）
  - ヨーロッパ選手権ブレーメン大会 男子ダブルス優勝（パトリック・シーラと）
  - ヨーロッパトップ12 ベスト4